# Renault Clio IV
La Renault Clio IV (nom de code X98) est une citadine polyvalente du constructeur automobile français Renault produite du 11 octobre 2012 au 31 août 2020. Il s'agit de la quatrième génération de Clio après la Clio I en 1990, la Clio II en 1998 et la Clio III en 2005. Avec plus de 100 000 exemplaires par an, elle est la voiture la plus vendue en France entre 2013 et 2018,,,, devant sa principale rivale : la Peugeot 208.

## Présentation

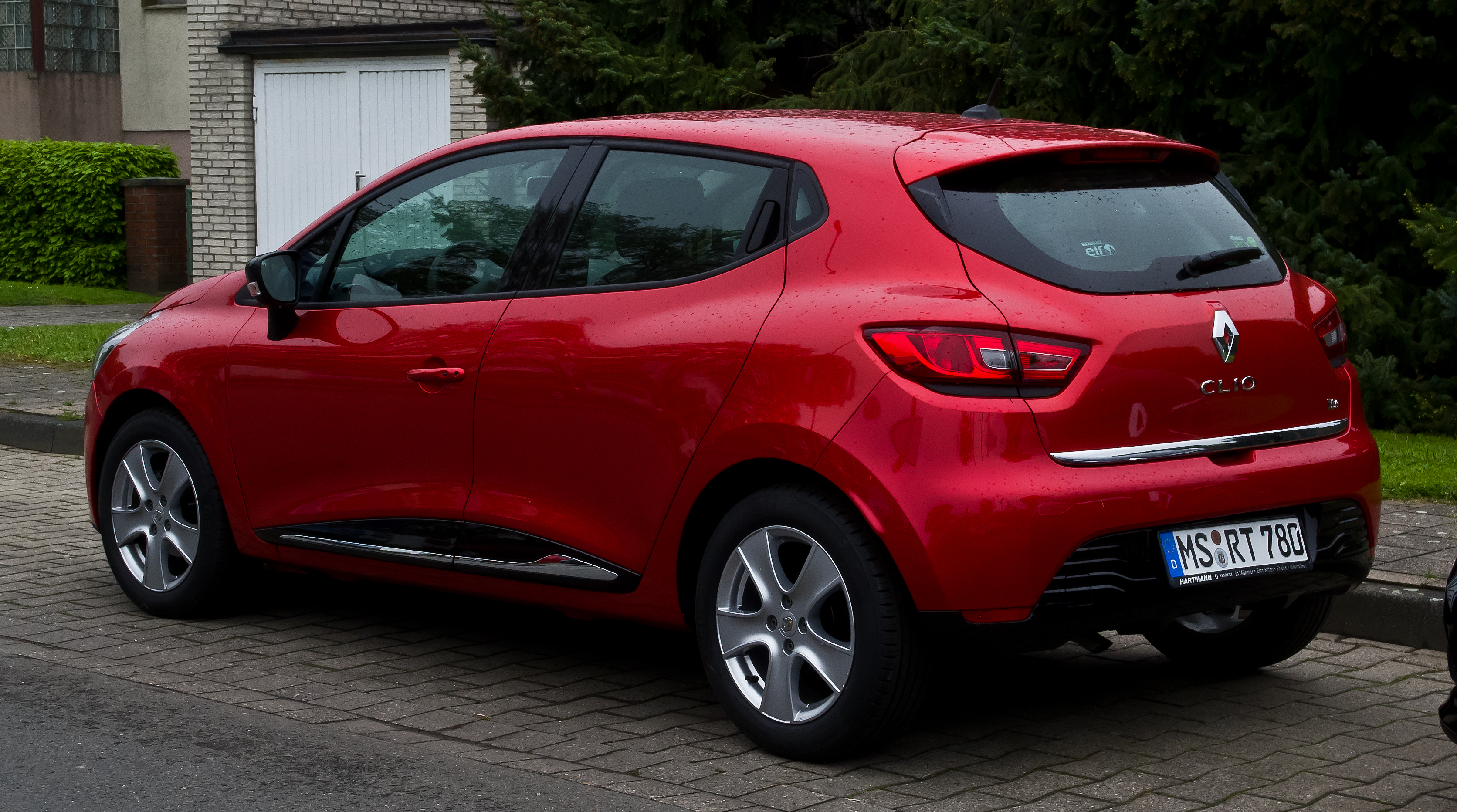
Renault Clio IV phase 1 berline.

La Clio IV berline est dévoilée officiellement le 3 juillet 2012. Dotée de moteurs améliorés par rapport à l'ancienne version ainsi que d'un inédit 3 cylindres turbo essence, elle affiche des consommations théoriques extrêmement basses avec la déclinaison « 83 g » du traditionnel diesel Renault 1,5 litre dCi (3,2 L/100 km en cycle mixte). La Clio IV possède le même châssis que Clio III, mais perd jusqu'à une centaine de kilos malgré une longueur légèrement supérieure.
La nouvelle Clio a été dessinée par l'équipe du designer Laurens Van den Acker et est inspirée du concept car DeZir de 2010. Elle est la première voiture du constructeur à intégrer une personnalisation avancée extérieure comme intérieure, dans la lignée des Fiat 500 et Citroën DS3. Elle est également la première voiture à intégrer dans ses haut-parleurs la technologie des tuyères acoustiques pour contrôler la qualité des basses fréquences. Elle est équipée d'une tablette tactile multimédia intégrant un logiciel de navigation dès le deuxième niveau de finition.
La déclinaison break Clio Estate (Clio Grandtour en Belgique) est présentée et commercialisée dès 2013.

Renault Clio IV phase 1 Estate
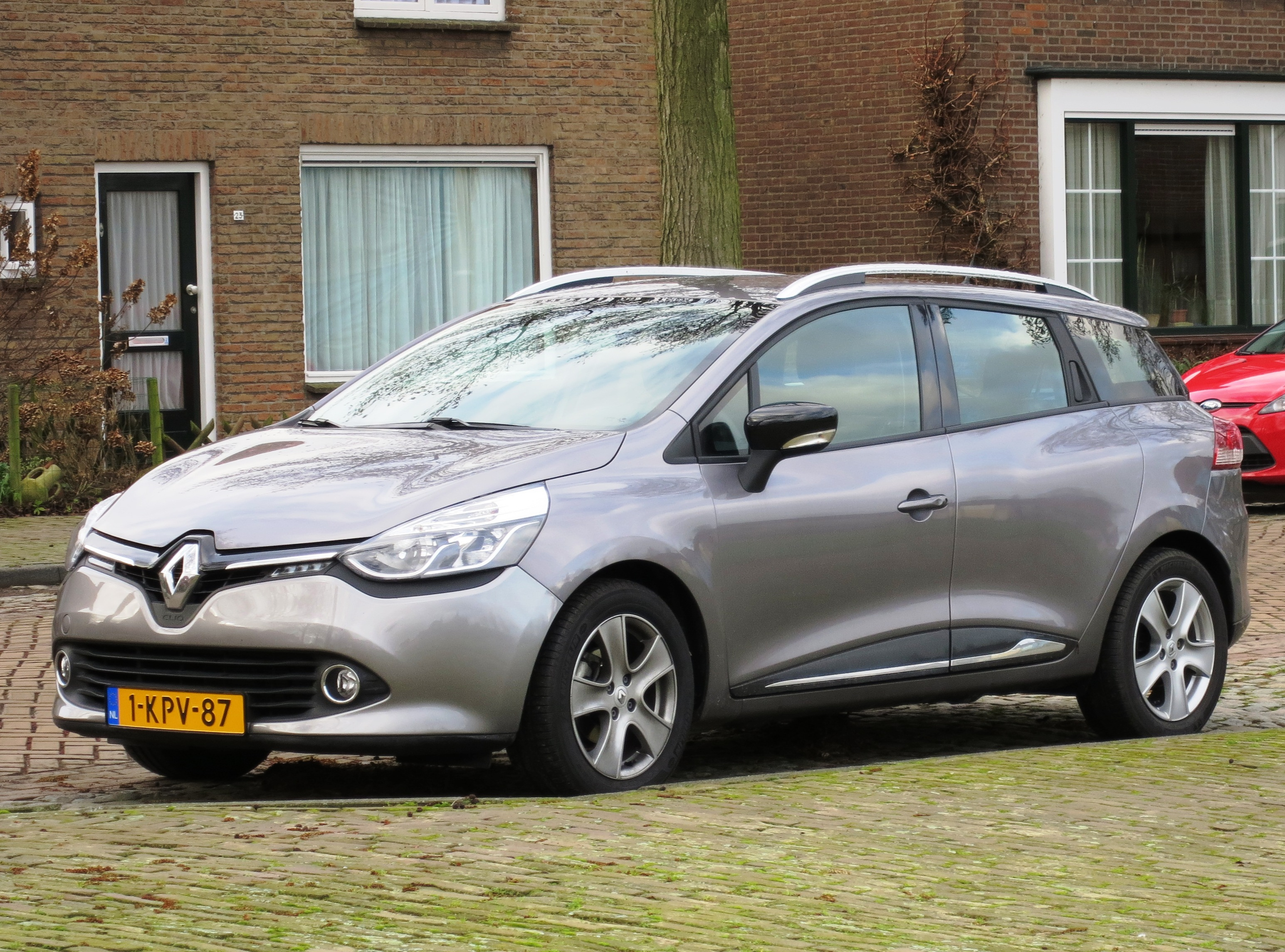
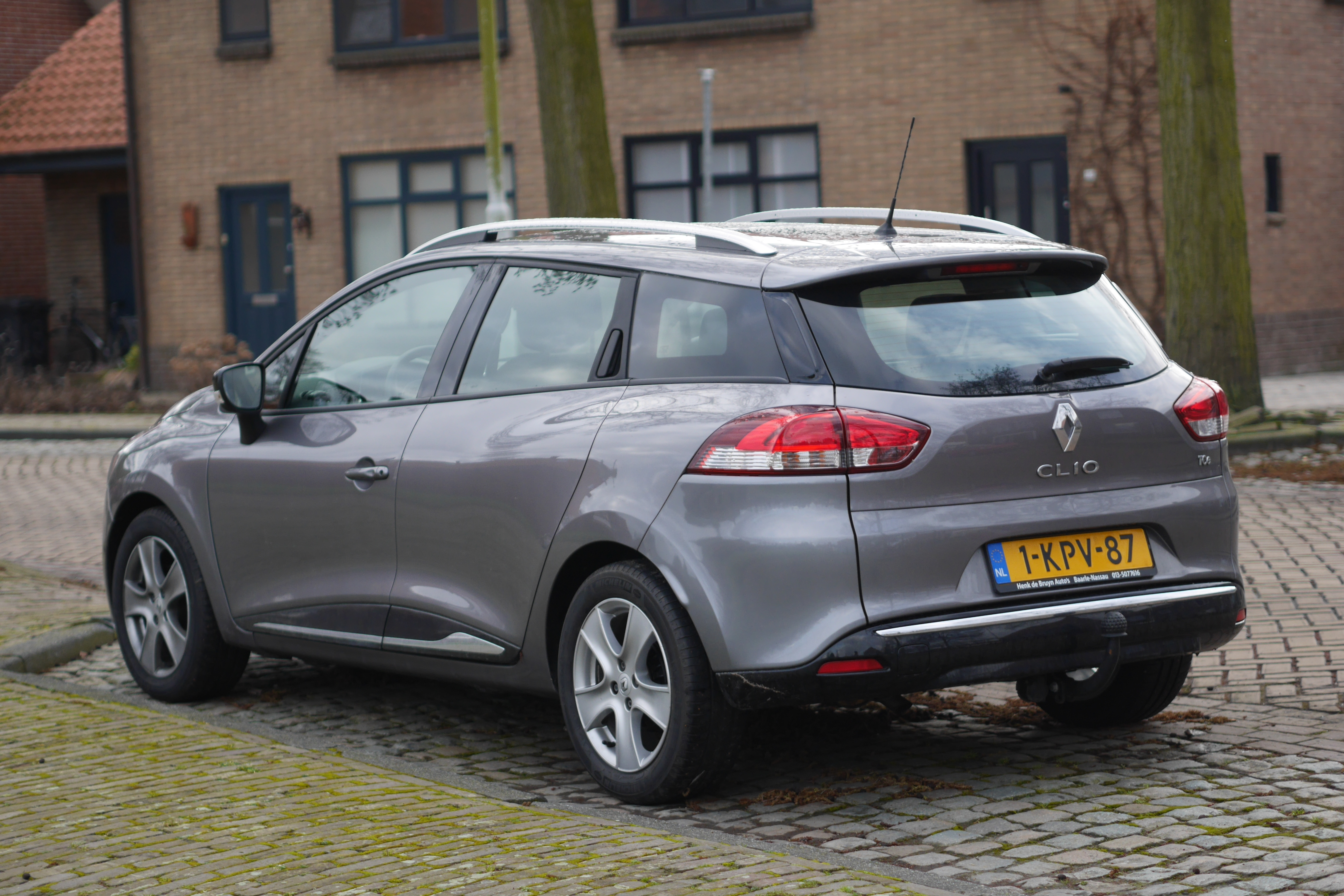

### Phase 2
La Clio IV est restylée en 2016 et présentée au Mondial de l'automobile de Paris 2016.

#### Design
On note l'apparition de phares entièrement à LED avec une signature lumineuse en "C", rappelant les autres productions de la marque.
Ces derniers sont de série sur les finitions Intens, GT Line et Initiale Paris (finition haut de gamme de la Clio).
Pour les finitions inférieures, de "simples" feux de jours à LED sont maintenant situés en bas de la calandre, à proximité des antibrouillards.
Elle peut recevoir en option les feux Full LED pour 800 € sur la finition Zen.

Renault Clio IV phase 2
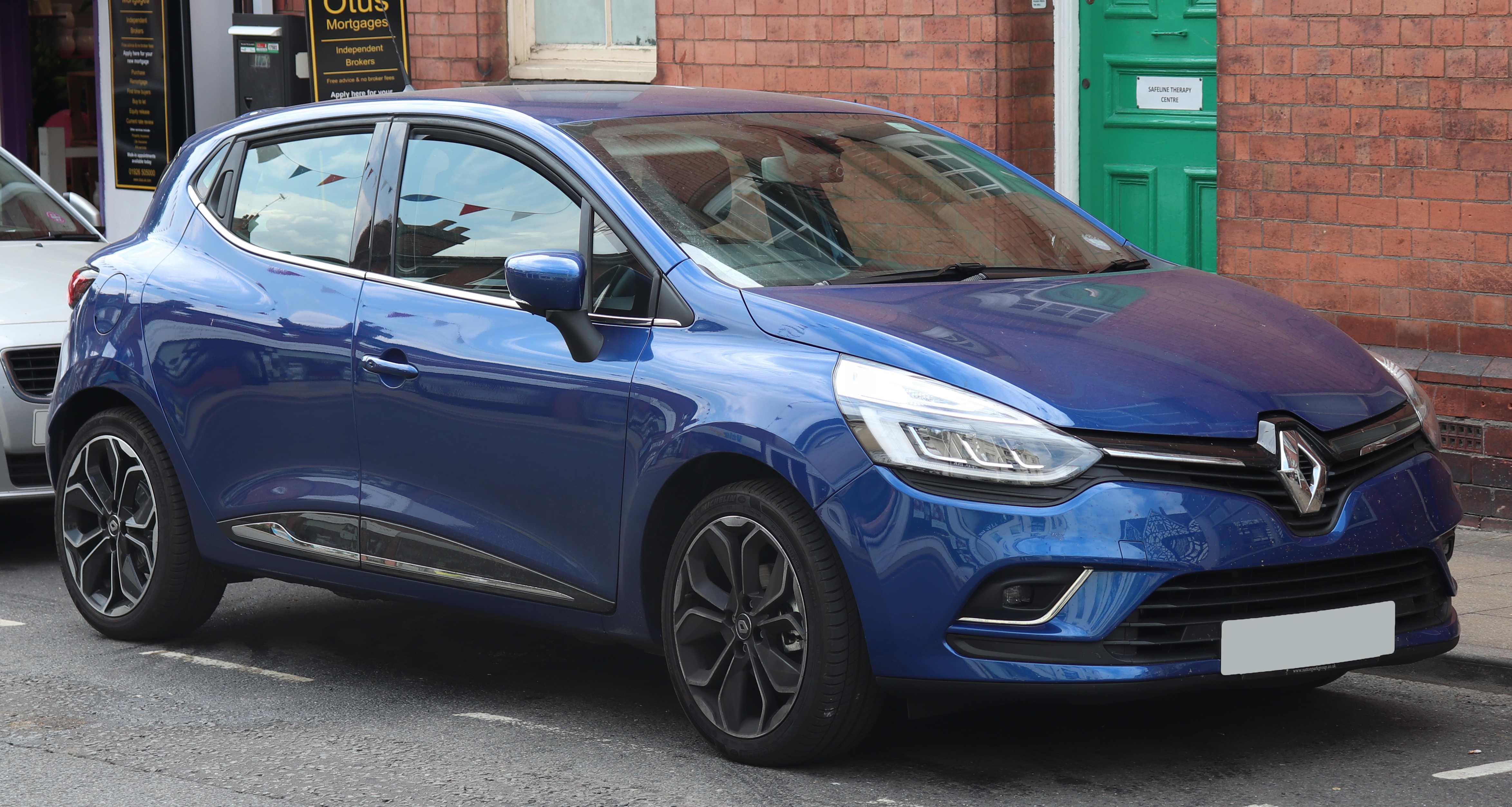
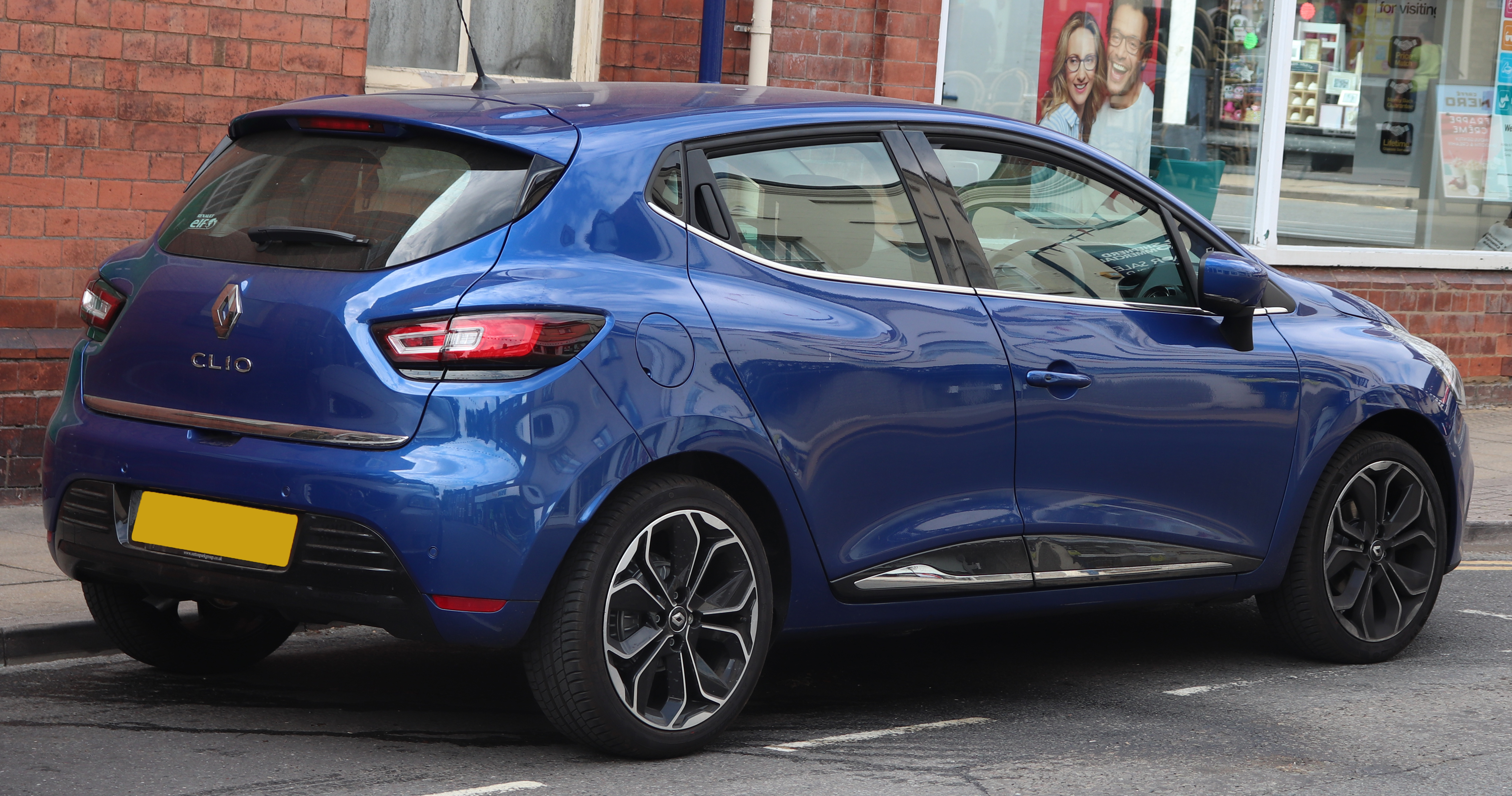

#### Intérieur
La finition, défaut de la phase 1 de la Clio IV, est améliorée sur la phase 2 avec de nouveaux plastiques moussés sur le tableau de bord.

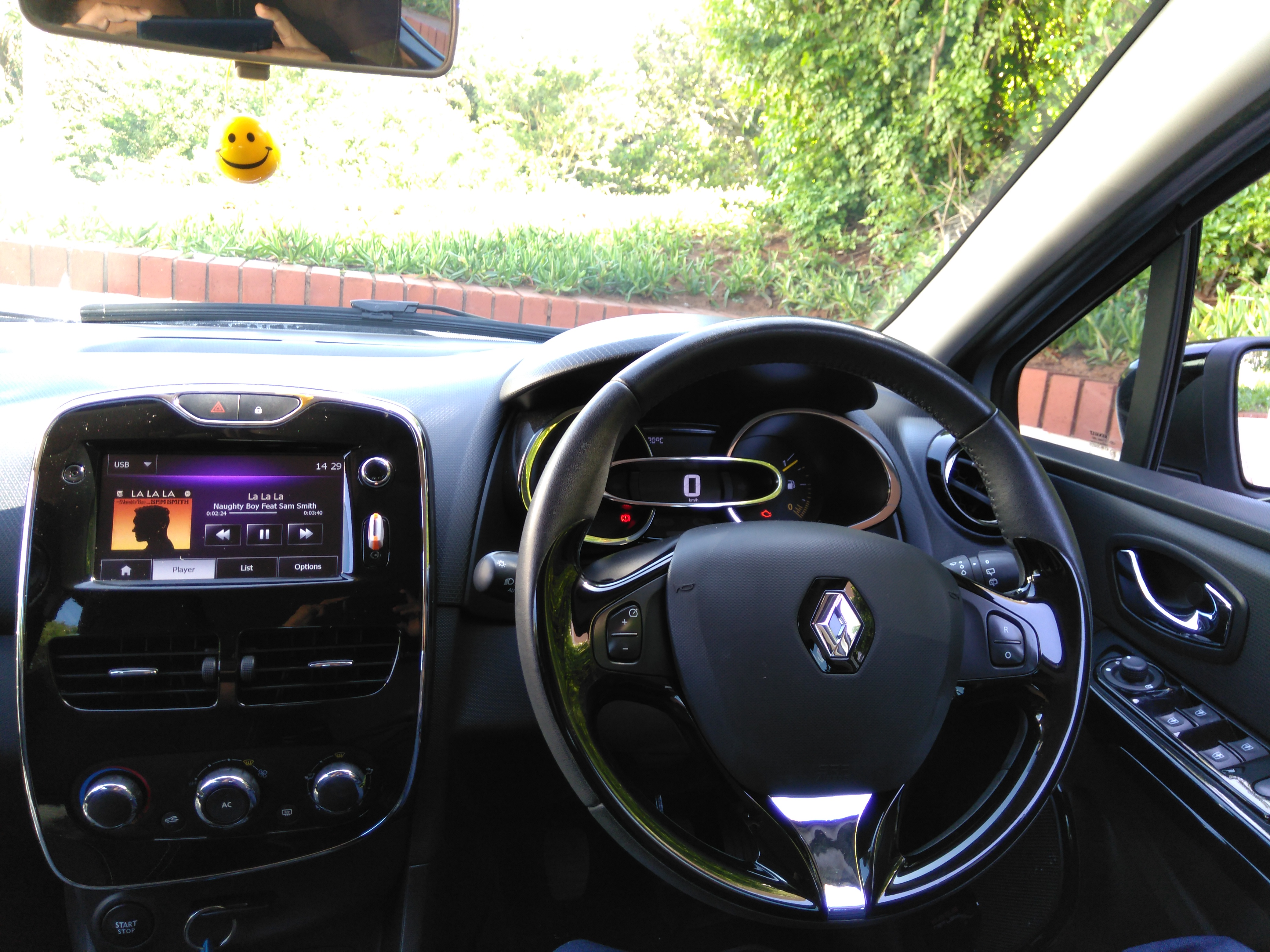
Intérieur pré-lifting.

### Clio Génération
En 2019, après la commercialisation de la Clio V, la Clio IV continue à être produite sous la désignation « Clio Génération ». Elle est produite jusqu'en août 2020.
Celle-ci est équipée des équipements suivants :
- Climatisation manuelle ;
- Coques de rétroviseurs couleur carrosserie ;
- Jantes alliage 16 pouces ;
- Radio Connect R&Go avec USB ;
- Régulateur de vitesse ;
- Rétroviseurs électriques et dégivrants ;
- Vitres avant électriques ;
- Carte mains libres.

Quelques options :
- MediaNav Evolution avec écran 7” et navigation Nav&Go (cartographie Europe).
- Pack City (radars de recul, détecteur pluie/luminosité).

Deux moteurs uniquement :
- 0,9 L TCe 75 ch
- 0,9 L TCe 90 ch

## Production et ventes
La Renault Clio IV est produite dans cinq usines différentes :
- Bursa (Turquie) de novembre 2011 à mai 2021[20],[21], le site de production principal[22]
- Flins (France)
- Dieppe (France), uniquement pour la Clio RS
- Novo Mesto (Slovénie) jusqu'à fin juillet 2019[23]
- Oran (Algérie)

Le graphique ci-dessous représente le nombre de Clio IV vendues en tant que voitures particulières en France durant toutes les années de sa carrière. En 2012, les chiffres officiels cumulaient le nombre de ventes des Clio III et IV et la Clio IV ne s'est pas vendue sur l'intégralité des années 2019 et 2020 (sauf en version Génération).
Le graphique qui aurait dû être présenté ici ne peut pas être affiché car il utilise l'ancienne extension Graph, désactivée pour des questions de sécurité. Des indications pour créer un nouveau graphique avec la nouvelle extension Chart sont disponibles ici.

| Année | Nombre de véhicules vendus en France    | Évolution par rapport à l'année précédente |
| ----- | --------------------------------------- | ------------------------------------------ |
| 2012  | 118 903 (toutes générations confondues) | -                                          |
| 2013  | 103 171                                 | -                                          |
| 2014  | 105 182                                 | + 2 %                                      |
| 2015  | 108 408                                 | + 3 %                                      |
| 2016  | 112 152                                 | + 3 %                                      |
| 2017  | 117 541                                 | + 5 %                                      |
| 2018  | 123 658                                 | + 5 %                                      |
| 2019  | 80 079                                  | - 35 %                                     |
| 2020  | 11 912                                  | - 85 %                                     |

Alors que sur les autres marchés, elle est totalement remplacée par la Clio V en 2020, la Clio IV continue d'être assemblée en Algérie pour le seul marché local, très fermé aux importations,,.

## Caractéristiques techniques
Le réservoir affiche une capacité de 45 litres sur la majorité des versions. Le SCx varie de 0,655 à 0,744. La vitesse maximale est de 181 km/h pour le dCi de 90 ch et 185 pour le moteur essence TCe 90 ch.

### Châssis
- Carrosserie 5 portes / 5 places berline au lancement. Une version break Estate est lancée début 2013. Il n'est pas prévu de version 3 portes, même chez Renault Sport.
- Plate-forme « B » lancée au départ sur les Nissan Micra et Renault Modus : suspension avant MacPherson, arrière poutre de torsion.
- Une version au châssis modifié Renault Sport (dite RS) et une version intermédiaire GT apparaissent en 2013.

### Motorisations
Tous les moteurs, essence ou diesel sont à la norme Euro 5, cependant, pour les moteurs les plus récents, ils peuvent être labellisés Euro 6. La transmission standard est une boîte manuelle à 5 ou 6 rapports mais une boîte automatique "EDC" à 6 rapports et double embrayage est disponible en série ou en option sur certains modèles.
| Moteur                    | Cylindrée en cm3 | Puissance maxi en ch DIN (kW) à tr/min | Couple maxi N m à (tr/min) | Vitesse maxi en km/h | 0 à 100 km/h en secondes | Consommation mixte L/100 km | Rejet de CO2 g/km |
| Essence                   | Essence          | Essence                                | Essence                    | Essence              | Essence                  | Essence                     | Essence           |
| ------------------------- | ---------------- | -------------------------------------- | -------------------------- | -------------------- | ------------------------ | --------------------------- | ----------------- |
| 1,2 16V 75 (D4F)          | 1 149            | 75 (54) à 5 500                        | 107 à 4 250                | 167                  | 14,5                     | 5,5                         | 127               |
| 0,9 TCe (H4BT) eco2       | 898              | 75 (54) à 5 500                        | 120 à 2 500                | 178                  | 12,3                     | 5,0                         | 113               |
| 0,9 TCe (H4BT) eco2       | 898              | 90 (66) à 5 000                        | 135 à 2 500                | 182                  | 12,2                     | 4,9                         | 114               |
| 0,9 TCe (H4BT) eco2 105g  | 898              | 90 (66) à 5 000                        | 135 à 2 500                | 182                  | 12,2                     | 4,5                         | 105               |
| 0,9 TCe (H4BT) eco2 99g   | 898              | 90 (66) à 5 000                        | 135 à 2 500                | 185                  | 13                       | 4,3                         | 99                |
| 1,2 TCe EDC (H5FT)        | 1 197            | 120 (87) à 5 500                       | 190 à 2 000                | 199                  | 9,4                      | 5,2                         | 120               |
| 1,2 TCe BVM6 (H5FT)       | 1 197            | 120 (87) à 5 500                       | 205 à 2 000                | 199                  | 9                        | 5,3                         | 118               |
| 1,6 TCe EDC (M5MT)        | 1 618            | 200 (147) à 6 000                      | 240 à 1 750                | 230                  | 6,7                      | 6,3                         | 144               |
| 1,6 TCe EDC (M5MT)        | 1 618            | 220 (161) à 6 250                      | 280 à 1 750                | 235                  | 6,6                      | 5,9                         | 138               |
| Diesel                    |                  |                                        |                            |                      |                          |                             |                   |
| 1,5 dCi (K9K) 75          | 1 461            | 75 (55) à 3 750                        | 180 à 1 750                | 165                  | 15,2                     | 3,8                         | 99                |
| 1,5 dCi (K9K) 75 eco2     | 1 461            | 75 (55) à 3 750                        | 200 à 1 750                | 165                  | 14,3                     | 3,6                         | 95                |
| 1,5 dCi (K9K) 90 EDC      | 1 461            | 90 (66) à 4 000                        | 220 à 1 750                | 181                  | 10,9                     | 3,8                         | 98                |
| 1,5 dCi (K9K) 90 eco2     | 1 461            | 90 (66) à 4 000                        | 220 à 1 750                | 181                  | 12                       | 3,6                         | 95                |
| 1,5 dCi (K9K) 90 eco2 90g | 1 461            | 90 (66) à 4 000                        | 220 à 1 750                | 178                  | 11,7                     | 3,4                         | 90                |
| 1,5 dCi (K9K) 90 eco2 83g | 1 461            | 90 (66) à 4 000                        | 220 à 1 750                | 180                  | 12                       | 3,1                         | 83                |
| 1,5 dCi (K9K) 110 eco2    | 1 461            | 110 (81) à 4 000                       | 260 à 1750                 | 194                  | 11,2                     | 3,5                         | 90                |

Motorisations essence
- 0,9 L 12v TCe 75 ch, trois cylindres, turbocompresseur, version standard et version basse émission de CO2
- 0,9 L 12v TCe 90 ch, trois cylindres, turbocompresseur, version standard et version basse émission de CO2
- 1,2 L 16v 75 ch atmosphérique
- 1,2 L 16v TCe 120 ch, turbocompresseur, injection directe, boîte EDC de série
- 1,6 L 16v TCe 200(220) ch, turbocompresseur, boîte EDC de série

Motorisations diesel
- 1,5 L dCi 75 ch

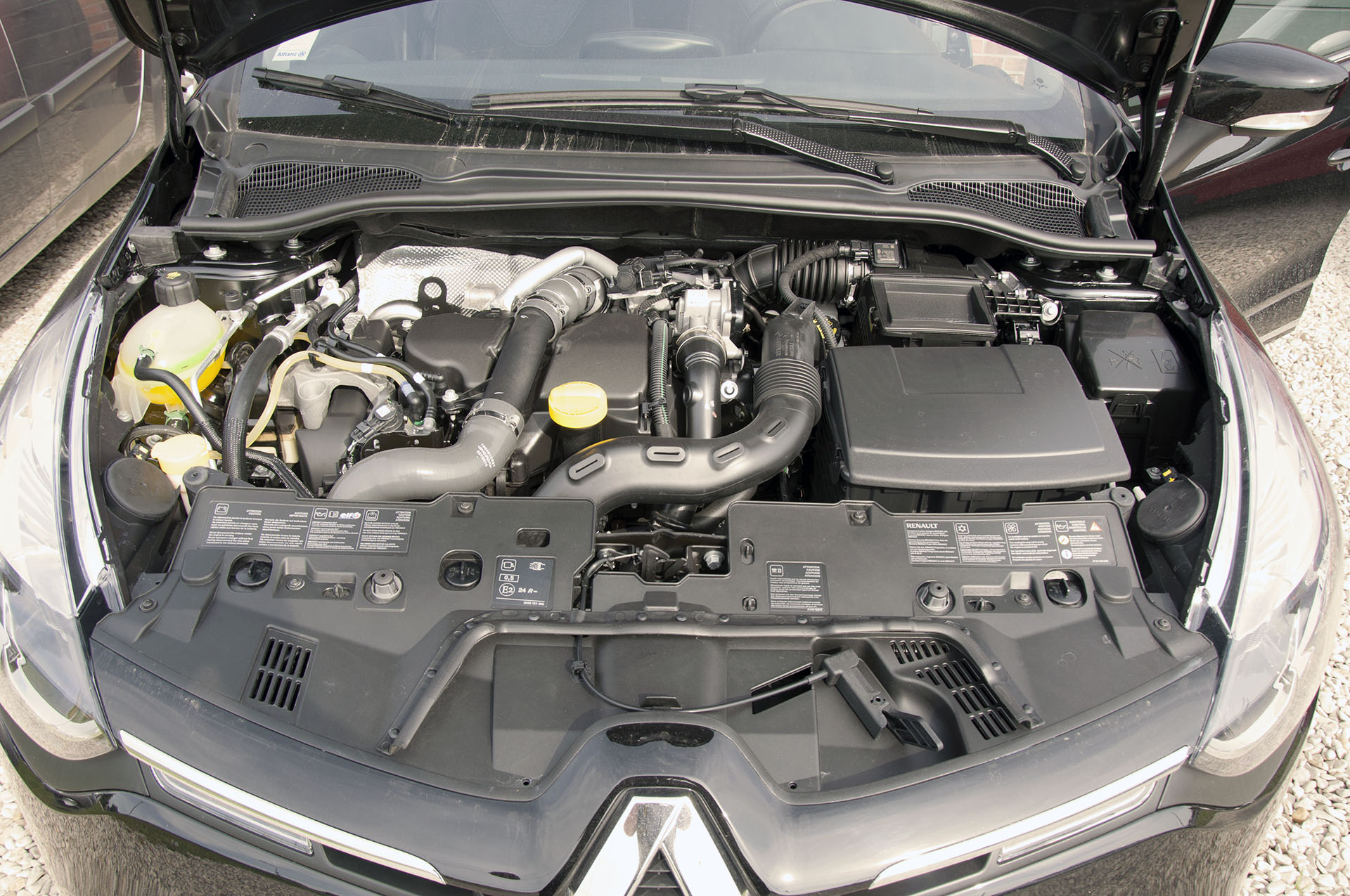
Clio IV - Phase 1 - 1.5 dCi 90 Eco2.

- 1,5 L dCi 90 ch version standard et versions basse émission de CO2, boîte EDC en option
- 1,5 L dCi 110 ch

## Finitions
Au lancement sont disponibles sur catalogue trois finitions :
- Authentique
- Expression
- Dynamique

Puis en 2013, ces finitions changent pour une nouvelle appellation harmonisée avec le reste de la gamme.
- Life
- Zen
- Intens
- Business

Des finitions spécifiques à certaines versions apparaissent par la suite.
- GT
- RS
- Trend
- Graphite
- Edition One
- Limited
- Steel

En septembre 2014, Renault profite du Mondial de l'automobile pour dévoiler une version plus cossue, baptisée Initiale Paris.
- Initiale Paris

## Versions sportives

### Renault Sport
La version RS de la Clio IV conserve la même puissance que l'ancienne Clio III RS (200 ch) mais la motorisation est entièrement nouvelle, passant d'un 2,0 L atmosphérique à un 1,6 L turbo.
Le nombre total de Clio IV RS sorties des usines est de 25 390 exemplaires en date du 31 décembre 2017 dont 5 000 ont été produits durant l'année 2013.

#### Monaco GP
La série limitée Monaco GP est numérotées à 591 exemplaires. Elle est présentée officiellement au Salon international de l'automobile de Genève 2014.

#### Clio RS Trophy
Renault lance une série spéciale limitée de la Clio RS nommée Clio RS 220 EDC Trophy, celle dévoilée au Salon international de l'automobile de Genève 2015, avec une puissance de 220 ch. Son tarif de 28 900 euros est supérieur de 3 050 euros à celui de la Clio RS 200 EDC.

#### Concept Clio RS 16
En lever de rideau du Grand Prix de Formule 1 de Monaco le 27 mai 2016, Renault dévoile une Clio RS 16 conceptuelle reprenant le moteur de 275 ch de la Mégane RS Trophy.

#### Clio RS 18
La Clio RS 18 est une série spéciale inspirée de la F1. Elle est basée sur une Clio RS 220 EDC Trophy Phase 2 et n'est disponible qu'uniquement en Noir Profond avec différents détails en Jaune Sirius. Elle est présentée au Salon international de l'automobile de Genève 2018.

#### Projet avorté
Renault étudie la possibilité d'une Renault Clio Estate R.S., un prototype est réalisé par la marque, il ne connait toutefois aucune suite en série.

### Motorisations
| Motorisations Essence                                | 1.6 TCe 200                          | 1.6 TCe 220                          |
| Type moteur                                          | M5MT                                 | M5MT                                 |
| Cylindrée (cm3)                                      | 1 618                                | 1 618                                |
| Alésage (mm) / Course (mm)                           | 79,7 / 81,1                          | 79,7 / 81,1                          |
| Architecture                                         | 4 cylindres en ligne 16s transversal | 4 cylindres en ligne 16s transversal |
| Puissance maxi. (ch. - tr/min)                       | 200 ch à 6 000 tr/min                | 220 ch à 6 050 tr/min                |
| Couple maxi. (N m - tr/min)                          | 240 N m à 1 750 tr/min               | 280 N m à 2 000 tr/min               |
| Boîte de vitesses                                    | EDC6                                 | EDC6                                 |
| Transmission                                         | aux roues avant                      | aux roues avant                      |
| 0 à 100 km/h (s)                                     | 6,7                                  | 6,6                                  |
| Vitesse maxi. (km/h)                                 | 230                                  | 235                                  |
| Consommations (L/100 km) Extra-urbaine/urbaine/mixte | 6,3                                  | 5,9                                  |
| Émissions de CO2 (g/km)                              | 144                                  | 139                                  |
| Norme                                                | Euro 5                               | Euro 6                               |
| Années de production                                 | 2012 - 2018                          | 2015 -                               |

### Compétitions

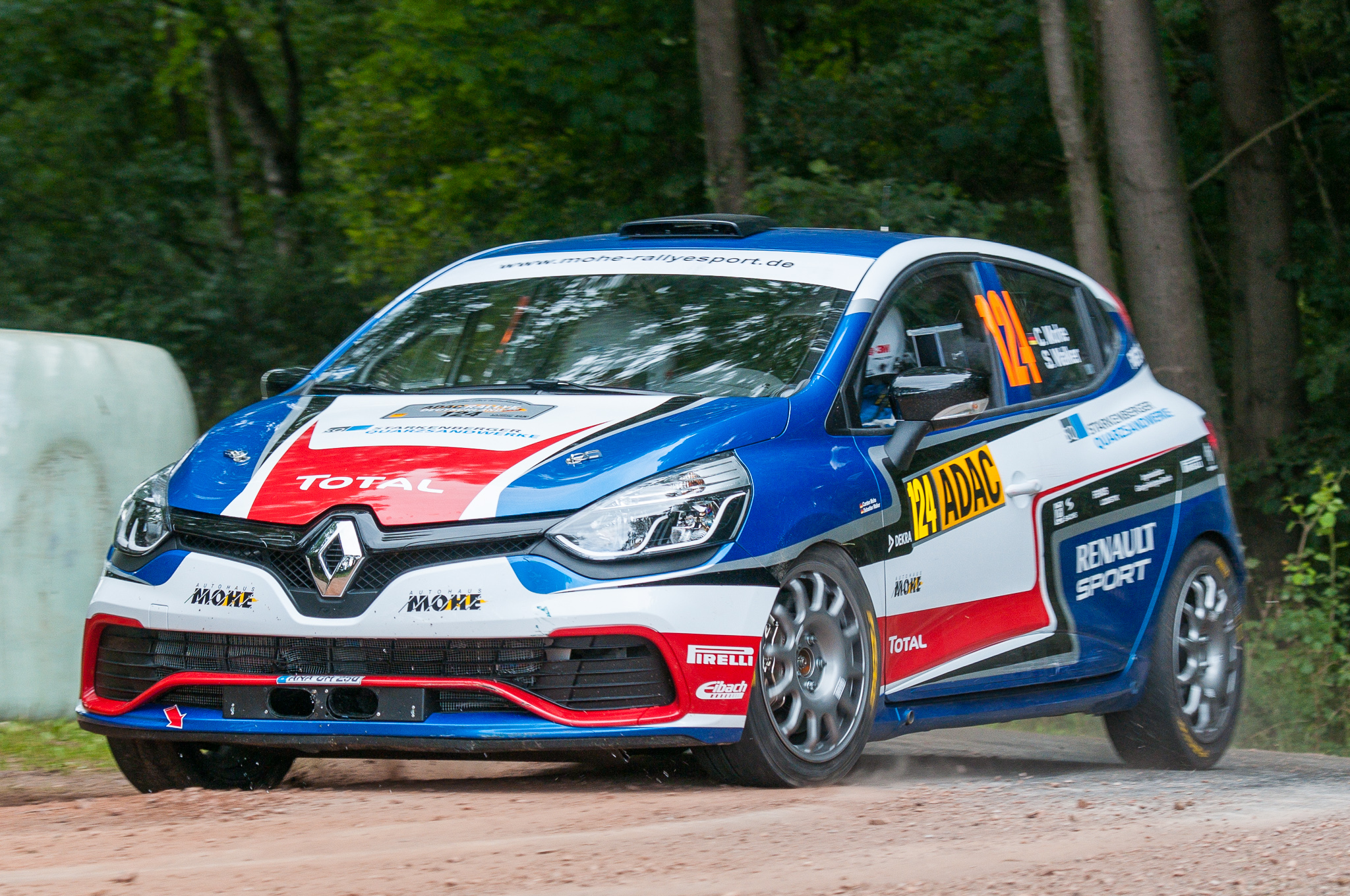

Renault a développé une nouvelle version de la Clio pour le rallye, la Clio R3T. Elle est deux roues motrices et est inaugurée au Rallye Mont-Blanc - Morzine, début septembre 2014.